# Sterbekasse

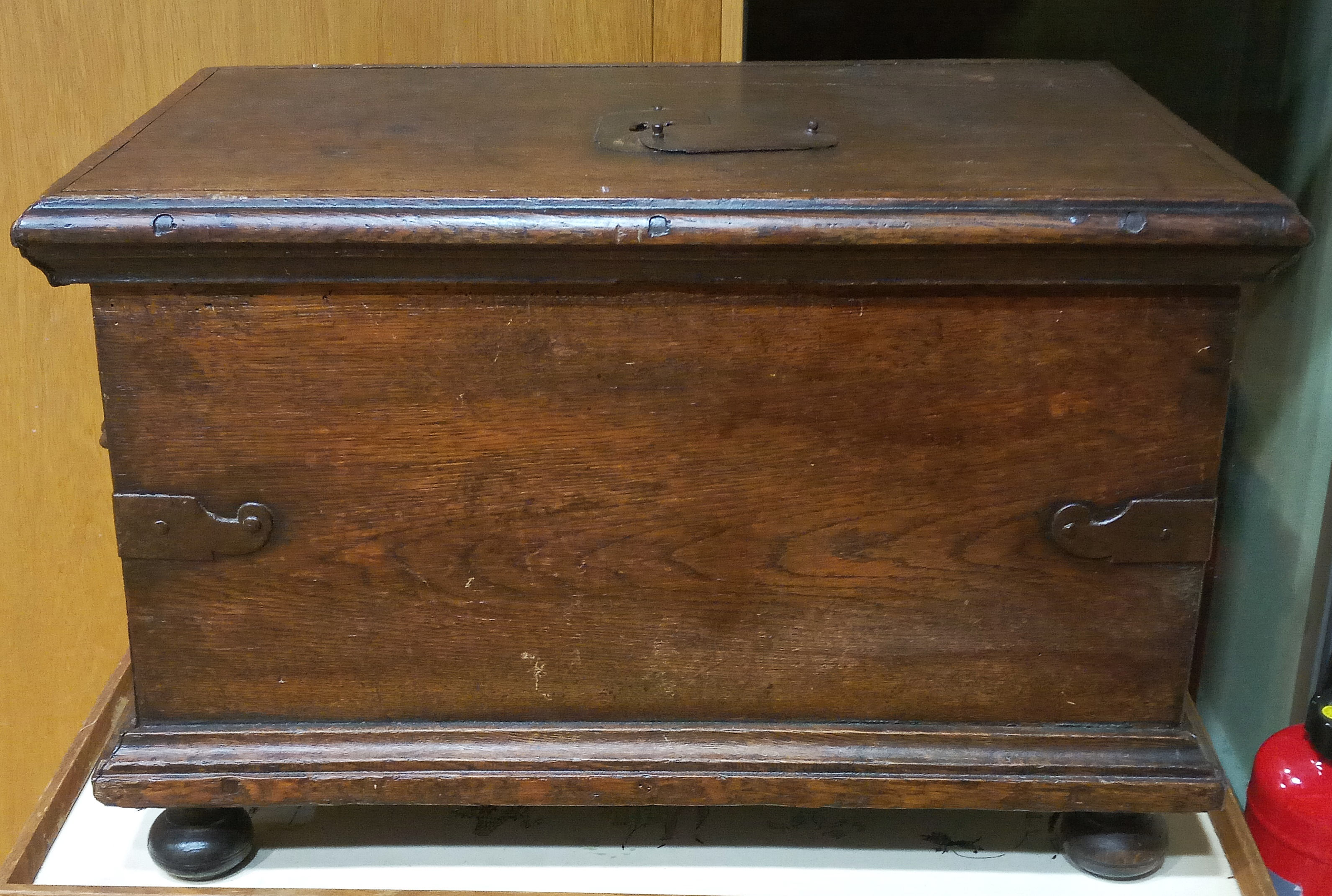
Lade (Truhe) der Schneider-Leichenkasse Grünstadt, 1822

Als Sterbekasse (Grabe- oder Leichenkasse, Totenlade, Sterbelade, Begräbniskasse) bezeichnet man kleine, im Wesentlichen die Deckung der Beerdigungskosten bezweckende, zum Teil mit Krankenkassen verbundene Lebensversicherer, die im Todesfall das Sterbegeld an die Erben oder den Besorger der Bestattung auszahlen oder, wenn solche nicht vorhanden, die Beerdigung auch selbst besorgen.

## Geschichtliche Entwicklung

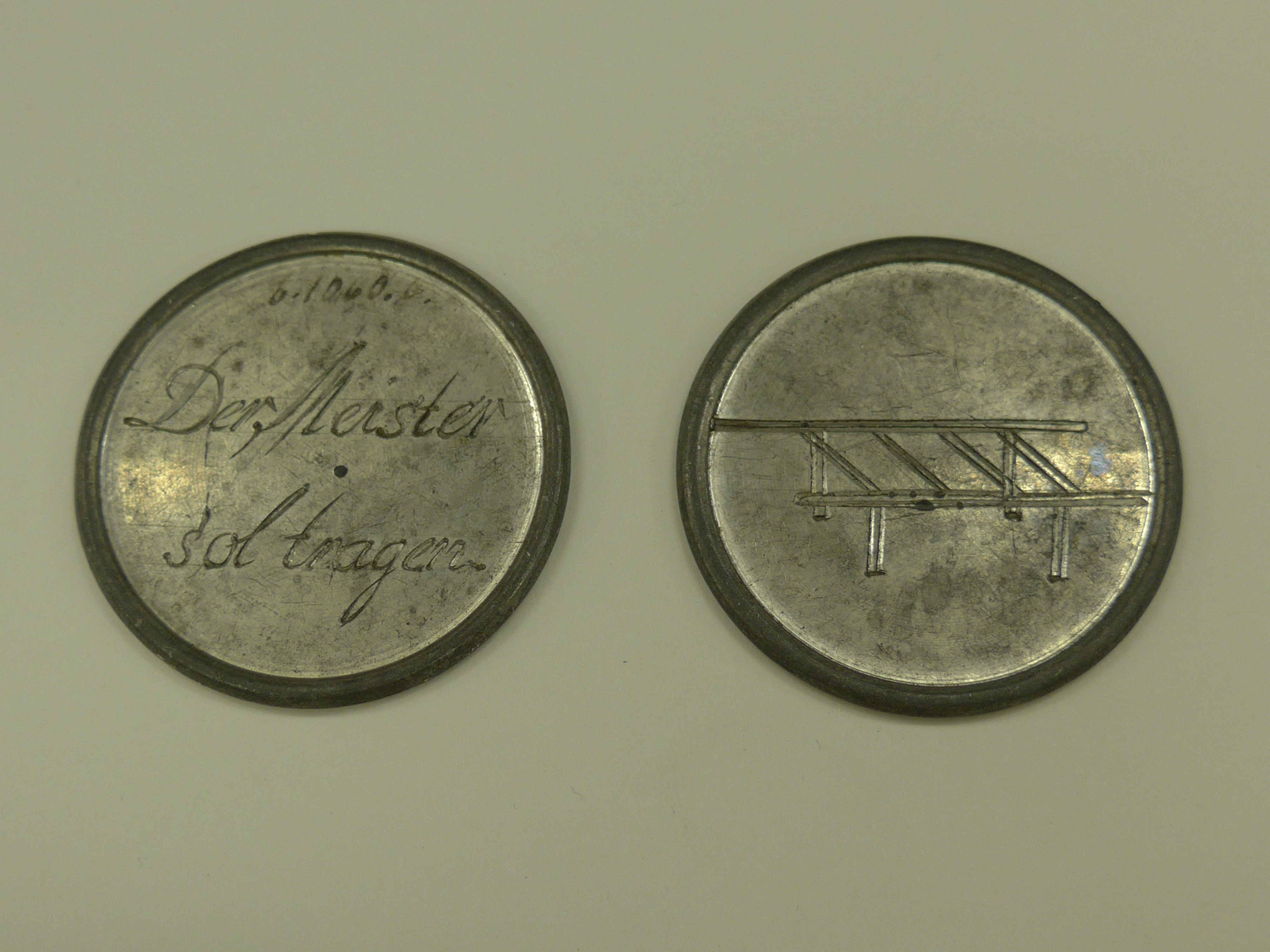
Vorder- und Rückseiten zweier Bricken aus Zinn. Botenzeichen einer Sterbekasse der Zimmerleute an die Zunftmitglieder, die an der Reihe waren, den Sarg zu tragen. Erste Hälfte des 19. Jahrhunderts. Focke-Museum Bremen.

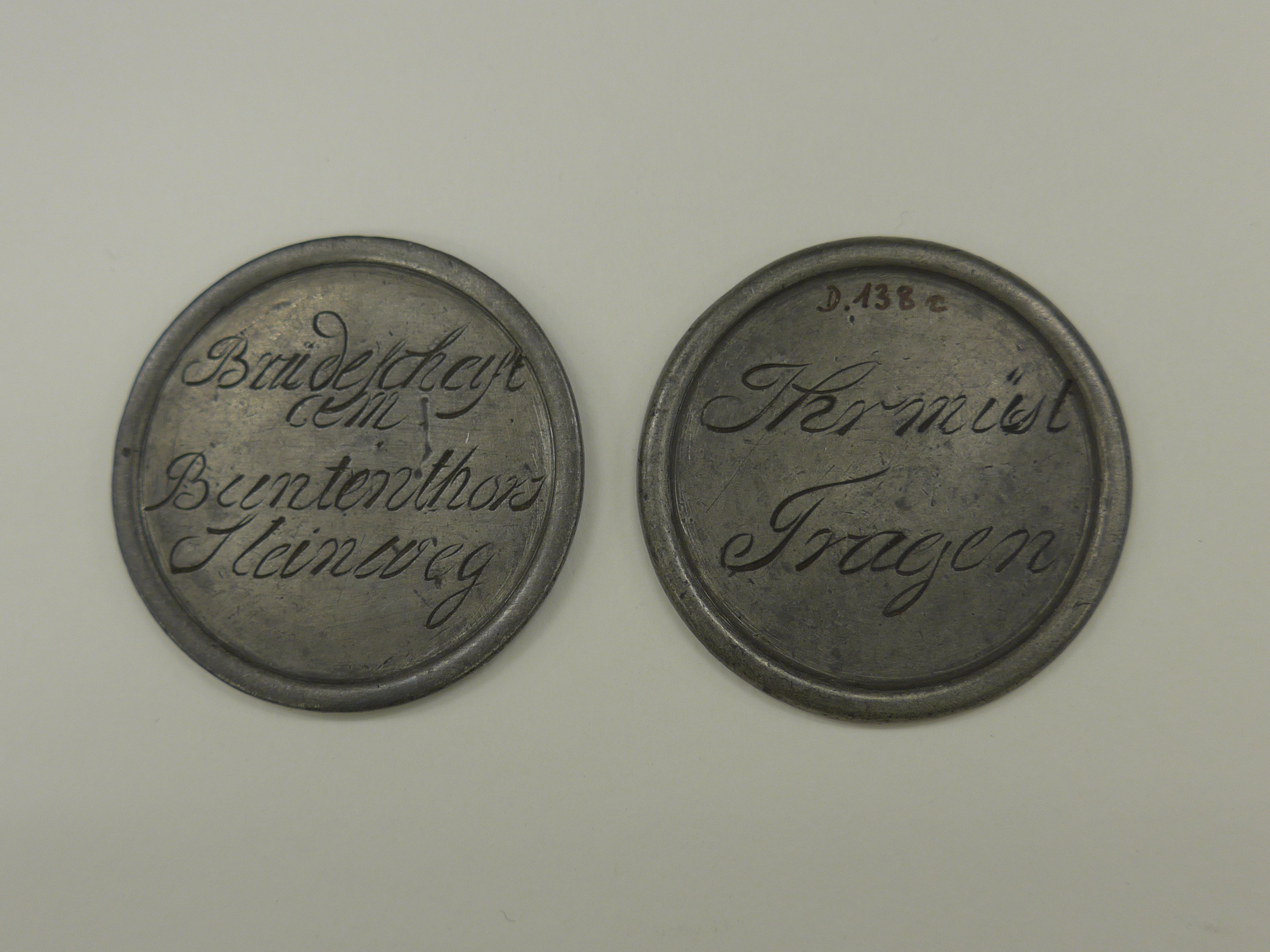
Vorder- und Rückseiten zweier Bricken aus Zinn. Botenzeichen einer nachbarschaftlichen Sterbekasse an bestimmte Mitglieder, den Sarg zu tragen. Erste Hälfte des 19. Jahrhunderts. Focke-Museum Bremen

Es gab Sterbegeldversicherungen und auf solche spezialisierte Einrichtungen schon in der Antike im Römischen Reich.
In Deutschland schlossen sich im 18. und 19. Jahrhundert Angehörige von Zünften, Gesellenvereinigungen, anderen Berufsorganisationen und ärmeren städtischen Nachbarschaften zu Totenladen zusammen. Die auch materiell als Kästen existierenden Laden, die diesen Solidarvereinen ihren Namen gaben, enthielten neben dem Barvermögen auch die Sammelbüchse(n), die zur Aufbahrung nötigen weißen und schwarzen Laken, bei wohlhabenderen Korporationen auch die zum Schmuck des Sarges dienenden silbernen Sargschilder. Eine norddeutsche Besonderheit dürften die sogenannten Bricken sein, runde, aus Holz gedrechselte oder aus Zinn gefertigte Marken, mit denen ein Bote umhergesandt wurde, um durch Überbringung dieser Zeichen bestimmte Mitglieder aufzufordern, sich als Sargträger bereitzuhalten. An der Beerdigung teilzunehmen war für alle Mitglieder eine Ehrenpflicht, wurde doch der Rang des Verstorbenen nicht zuletzt an der Länge des Trauerzuges gemessen.
Vor allem in der ersten Hälfte des 20. Jahrhunderts entstanden viele Sterbekassen als Selbsthilfeeinrichtungen in Unternehmen oder begrenzten örtlichen Gebieten. Vor allem in der Schwerindustrie wurden Sterbekassen von Mitarbeitenden gegründet, um Beschäftigte gegen Bestattungskosten abzusichern. Bis heute zählen etwa die Vorsorgekasse Hoesch und der Bochumer Versicherungsverein auf Gegenseitigkeit mit jeweils mehr 100.000 Mitgliedern zu den größten inländischen Sterbekassen.

## Rechtliche Beurteilung
Bei der Sterbegeldversicherung handelt es sich meist um eine lebenslange Lebensversicherung auf den Todesfall, die sich von anderen Lebensversicherungen nur durch die besonders niedrige, in der Höhe rechtlich beschränkte Versicherungssumme unterscheidet. Allerdings gelten für Sterbekassen und die von diesen angebotenen Versicherungsverträge auch teilweise andere gesetzliche Bestimmungen. Sterbekassen unterliegen nicht den europäischen Vorschriften für den freien Binnenmarkt für Versicherungen.
Sie sind in Deutschland in der Regel kleinere Versicherungsvereine auf Gegenseitigkeit, eine besondere Form eines Versicherungsvereins auf Gegenseitigkeit. Nach deutschem Recht ist die Grundlage für diese Einstufung die Beschränkung auf einen sachlich, örtlich oder persönlich begrenzten Wirkungskreis (§ 210 Versicherungsaufsichtsgesetz VAG). Dies trifft auf Sterbekassen zu, da sie in der Regel ausschließlich Sterbegeldversicherungen anbieten und oft auf einen bestimmten Personenkreis oder eine bestimmte Region beschränkt sind. Es gibt jedoch auch zahlreiche sehr kleine Sterbekassen in Form eines eingetragenen Vereins.
Sterbekassen unterliegen der deutschen Versicherungsaufsicht. Bei den meisten Sterbekassen ist dies die jeweilige Landesaufsicht. Im April 2025 unterliegen lediglich 26 Sterbekassen aufgrund ihrer Größe oder ihres Geschäftsgebiets der Bundesaufsicht durch die Bundesanstalt für Finanzdienstleistungsaufsicht (BaFin) in Bonn.
Die Interessenvertretung der deutschen Sterbekassen ist der Deutsche Sterbekassenverband e. V. mit Sitz in Bochum.

## Beispiele

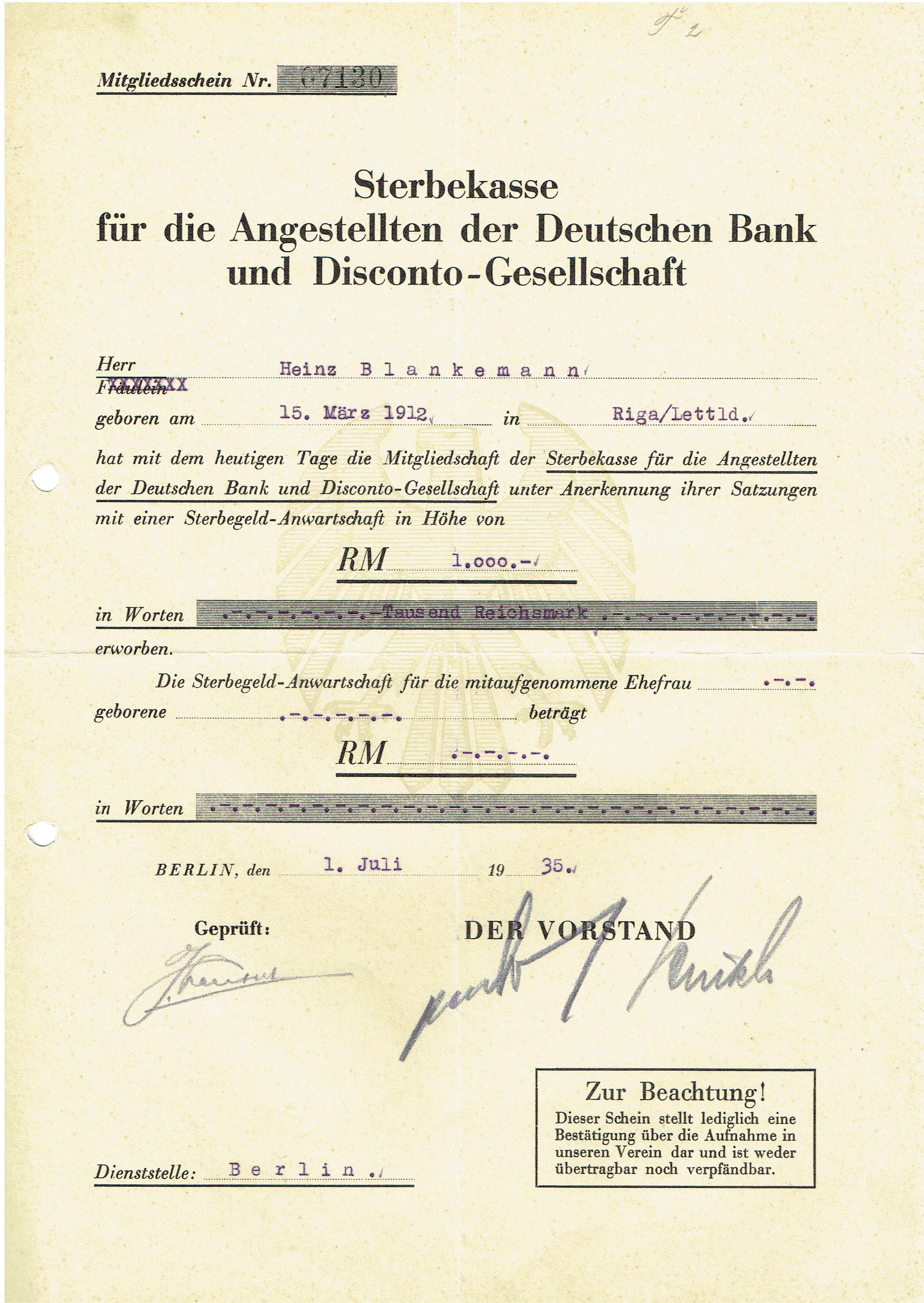
Aufnahmeschein der Sterbekasse für die Angestellten der Deutschen Bank und Disconto-Gesellschaft vom 1. Juli 1935

- Sterbekasse Evangelischer Freikirchen
- Vorsorgekasse Hoesch
- Bochumer Versicherungsverein auf Gegenseitigkeit